# عرفات سوني
عرفات سوني (29 سبتمبر 1986 - ) (بالبنغالية: আরাফাত সানি) هو لاعب كريكت بنغلاديشي. شارك مع منتخب بنغلادش الوطني للكريكت.

## وصلات خارجية
- عرفات سوني على موقع إي آس بي آن كريك إنفو (الإنجليزية)